# Boratyniec Lacki
Boratyniec Lacki – wieś w Polsce położona w województwie podlaskim, w powiecie siemiatyckim, w gminie Siemiatycze.
| SIMC    | Nazwa     | Rodzaj     |
| ------- | --------- | ---------- |
| 0039479 | Hałasówka | przysiółek |

Wieś Boratyniec Szlachecki położona w ziemi mielnickiej w 1795 roku, Boratyniec Lacki wchodził w skład klucza siemiatyckiego księżnej Anny Jabłonowskiej. W latach 1975–1998 miejscowość administracyjnie należała do województwa białostockiego.
Według Powszechnego Spisu Ludności z 1921 roku wieś zamieszkiwało 135 osób, wśród których 112 było wyznania rzymskokatolickiego, 9 prawosławnego a 14 mojżeszowego. Jednocześnie 114 mieszkańców zadeklarowało polską przynależność narodową, 7 białoruską a 14 żydowską. Było tu 24 budynków mieszkalnych.
Wierni kościoła rzymskokatolickiego należą do parafii św. Apostołów Piotra i Pawła w Siemiatyczach Stacji.